# Charles Fehrenbach
Charles Fehrenbach (Estrasburgo, 29 de abril de 1914 — Nîmes, 9 de janeiro de 2008) foi um astrônomo francês.